# الشیخ حدید
الشیخ حدید (به عربی: الشیخ حدید) یک روستا در سوریه است که در ناحیه کرناز واقع شده‌است. الشیخ حدید ۱٬۹۵۸ نفر جمعیت دارد.